# Girli
Amelia Toomey (6 de desembre de 1997), coneguda artísticament com a Girli, és una cantant i compositora anglesa. Amb seu a Londres, ha publicat una sèrie de senzills i tres EP. The Guardian ha descrit el seu so com "entre PC Music, bubblegum pop, pop punk i rap, cadascun trepitjant una línia entre enganxós i deliberadament incòmode". Gran part de la seua música tracta sobre feminisme, sexualitat, cultura queer i salut mental.
L'abril de 2019, Girli va llançar el seu àlbum d'estudi debut, Odd One Out, a PMR Records. Després de ser abandonada pel seu segell discogràfic i més tard d'haver-se vist obligada a cancel·lar el seu Sofa Tour 2020 a causa de la pandèmia de la COVID-19, Girli va llançar l'EP Ex Talk el 2021. Actualment està amb el segell independent AllPoints.

## Primers anys
Girli és de Londres. Va néixer el 6 de desembre de 1997 i és mig australiana. Té una germana petita. De petita volia ser actriu, però va abandonar l'ambició després de 2 audicions sense èxit. Va escriure la seua primera cançó amb 8 anys, sobre un noi de la seua classe de l'escola que li agradava.
Va assistir a la Hampstead School, una escola secundària integral a Cricklewood. Girli descriu la seua experiència a l'escola secundària com "els pitjors cinc anys de la meua vida, van ser tan dolents", va patir un assetjament que "em va fer una persona bastant ansiosa". No obstant això, va ser activa en activitats extraescolars, va ser elegida com a diputada jove adjunta de Camden el 2012 i passava l'hora de dinar a la sala de música tocant instruments.

## Carrera
Girli es va adonar que volia ser músic a l'edat de 14 anys després de sentir-se inspirada en un concert de Tegan and Sara. Va començar la seua carrera cantant en sessions de micròfon obert amb el seu nom, Milly Toomey. Més tard va formar la banda de rock indie Ask Martin amb noies majors que ella que va conéixer en línia, tocant la guitarra i veu. Després que els seus companys de grup se'n van anar a la universitat, va començar a actuar en solitari.
Va assistir a l'East London Arts & Music College de Stratford del 2014 al 2016. Durant aquest període va desenvolupar interessos pel beatmaking, el rap i la bateria i el baix, i va fer el seu debut musical com Girli. Va llançar el seu primer senzill, "So You Think You Can Fuck With Me Do Ya?" el 2015, amb 17 anys. Va signar amb PMR Records l'octubre de 2015.
El 2016, Girli va fer una gira pel Regne Unit durant setembre i octubre al costat del músic Oscar.
El 2017, Girli va llançar l'EP Feel OK, va fer l'acte d'opertura pels concerts de Declan McKenna al Regne Unit i va actuar al Latitude Festival. També va tenir una gira al Regne Unit, titulada "Hot Mess", en suport d'un EP del mateix nom que es va publicar l'octubre de 2017 i mostrava elements del pop punk.
El 2018, Girli va actuar al festival MTV Presents Gibraltar Calling. El 2019, va publicar el senzill "Deal With It" i va publicar el seu àlbum d'estudi debut, Odd One Out, 4 anys després del seu senzill debut. El juliol de 2019, Girli va publicar el senzill "Up & Down". Més tard, el 2019, Girli va ser abandonada pel seu segell discogràfic. Ella va escriure el seu senzill posterior "Has Been" com a resposta, afirmant a Instagram: "Aquesta cançó és per al meu antic segell discogràfic que no pensava que jo era prou perfecta o estrella del pop per vendre discos". A continuació havia d'iniciar una gira al Regne Unit el març de 2020, però va cancel·lar les dates a causa de la pandèmia de la COVID-19. El seu primer EP al segell discogràfic independent AllPoints, Ex Talk, es va publicar el febrer de 2021.
Anteriorment, Girli actuava a l'escenari amb DJ Kitty (Rosalie Sylvia Fountain), que també oferia els cors. DJ Kitty va ser substituïda posteriorment per DJ GG, després que DJ Kitty dimití a causa d'altres compromisos.

## Vida privada
Girli és obertament bisexual/queer. Va sortir per primera vegada com a bisexual als 15 anys en un concert de Tegan and Sara. També utilitza la paraula pansexual per descriure's a si mateixa. En comentar la identitat de gènere en una entrevista del 2017, va dir: "Ara mateix m'identifique com a dona, però què vol dir això? És això el que dic, qui soc? Ara mateix em sent dona, però això pot canviar. Hi ha dies, que em dic: "A la merda, no em sent una dona o un home".
Ha afirmat que pateix un trastorn obsessivocompulsiu i pren antidepressius. El seu senzill "Up & Down" tracta sobre les seues lluites de salut mental.